# Klewień (obwód kurski)
Klewień (ros. Клевень) – wieś (ros. село, trb. sieło) w zachodniej Rosji, w sielsowiecie kalinowskim rejonu chomutowskiego w obwodzie kurskim.

## Geografia
Miejscowość położona jest nad ruczajem Klewień, 7,5 km od centrum administracyjnego sielsowietu kalinowskiego (Kalinowka), 12 km od centrum administracyjnego rejonu (Chomutowka), 123 km od Kurska.
W granicach miejscowości znajduje się 106 posesji.

## Historia
Do czasu reformy administracyjnej w roku 2010 wieś Klewień była centrum administracyjnym sielsowietu klewieńskiego. W tymże roku doszło do włączenia sielsowietów klewieńskiego i amońskiego do sielsowietu kalinowskiego.

## Demografia
W 2010 r. miejscowość zamieszkiwały 94 osoby.